# Бычковка (Башкортостан)
Бычковка (баш. Бычковка) — деревня в Салаватском районе Республики Башкортостан Российской Федерации. Входит в состав Малоязовского сельсовета. 

## География

### Географическое положение
Протекает река Илек (приток Юрюзани).
Расстояние до:
- районного центра (Малояз): 7 км,
- центра сельсовета (Татарский Малояз): 4 км,
- ближайшей ж/д станции (Кропачёво): 36 км.

## Население
| 2002 | 2009 | 2010 |
| ---- | ---- | ---- |
| 40   | ↗51  | ↘41  |

Национальный состав
Согласно переписи 2002 года, преобладающая национальность — русские (92 %).